# Euproctis euryochra
Euproctis euryochra är en fjärilsart som beskrevs av Collenette 1953. Euproctis euryochra ingår i släktet Euproctis och familjen tofsspinnare. Inga underarter finns listade i Catalogue of Life.